# 亞際文化研究
《亞際文化研究》是中華民國國科會委託陳光興於1999年成立的新興學科與學術期刊，以亞洲地區文化研究為主。刊物副標題Movements反映刊物的研究定位：接續亞洲知識傳統，有學術基礎並與社會互動的知識分子刊物，使亞洲各地批判性思想、研究、評論與文化實踐得以流通，使認同對象更多元，進而建立亞洲自己的批判性知識社群。

## 背景
1990年代中期解嚴後的台灣，文化運動從社會空間轉移至學院空間，並開展文化研究活動，陳光興分別於1992年及1995年主辦了兩場命名為「軌跡：邁向國際主義的文化研究」的學術研討會，相關會議論文以英文出版於名為Trajectories: Inter-Asia Cultural Studies 的書:282。
中華民國文化研究學會於1998年成立，國科會委託陳光興等人整編台灣文化研究領域的成果，進而出版《文化研究在台灣》；文化研究學會在國科會支持下召開「亞際文化研究」系列講座，並出版《發現政治社會》一書，陳光興說這些成果是「我們逼台灣學者和人家對話，逼台灣學者和整個亞洲對話，我們要求自己向上提升，企圖在這個過程做扭轉」:283。
由出版社Routeledge主動和陳光興等人提出建議，創建一份以亞洲為基地的學術刊物，陳光興奔走於日本、南韓、中國、東南亞、及亞太地區，在已有的非正式網絡下，展開區域性的連結工作，最後於2000年4月推出《亞際文化研究》（Inter-Asia Cultural Studies）的創刊號:283。

## 刊物定位
亞際文化研究定位為有學術基礎，持續亞洲的知識傳統，並與社會互動的知識分子刊物，而刊物的副標題Movements反映了這定位:284。陳光興認為，由於國家內部的辯論常常因沒有外在力量刺激而成「死局」，他希望這刊物能使原被閉關於國家內的論辯能開啟為區域性的對話及討論。
有鑑於一個世紀以來，包括台灣在內的多數亞洲地區，以歐美為參考標準但彼此間卻缺乏認識及互動，亞際文化研究刊物的首要工作是流通亞洲各地批判性思想、研究、評論與文化實踐，透過刊物、翻譯、等活動相互看見及理解:283，陳光興主張：「現在台灣不是進去歐美，就是走入本土，要想改變認同對像和參考點，只有在與位階和歷史經驗相類似的地方--也就是亞洲同樣有被殖民經驗的第三世界--的互動中才能找到新的可能性。這個移轉不是反西方，因為西方早就在我們的內部了，這個移轉是要讓認同對象更多元！」:284。

## 亞洲作為方法
陳光興主張以「亞洲」作為「研究的基地」，在既有的知識結構如中國／ 美國、印度／英國、日本／西方等二元想像外，尋找亞際間的彼此對照，以求啟發突圍和批判社會的方式，在「去殖民、去帝國與去冷戰三位一體的歷史結構性問題意識中」找到可能出路。相對於「國際」（Inter-national）的觀念，陳光興和其他文化研究學者共同提出「亞際」（Inter-Asia）的觀念，共同編輯學術期刊《亞際文化研究》，辯證全球與本土間的關係，以亞洲各國經驗，建立屬於自己亞洲的批判性知識社群，使知識社區的認同對象和參考點更加多元。